# الکساندر اردی
الکساندر اردی (به فرانسوی: Alexandre Hardy) نمایش‌نامه نویس و بازیگر قرن شانزدهم میلادی اهل فرانسه است.